# Jelen Janez
Jelen Janez (SDB) (Arnače, Velenje község, 1944. július 25. –) szlovén római katolikus pap, szalézi szerzetes. 1984 óta a vajdasági Muzslyán szolgál.

## Élete
Jelen Janez 1944. július 25-én született Arnačéban (akkori Harmadik Birodalom, ma Szlovénia). Szülei Jelen Anton és Brenčič Marija voltak.

### Tanulmányai
- Klasszikus Szaléziánus Gimnázium, Kőrös (Križevci) és Fiume (Rijeka), (1959–1964).
- Hittudományi Kar, Ljubljana (1967–1973), diploma 1973.

### Papi pályafutása
1972. június 29-én Celjén szentelték pappá. Segédlelkész: Cerknica (1972), Belgrád (1975), Niš (1978), Bučka (1979), Ljubljana (1981), Muzslya (1984).

## Munkái

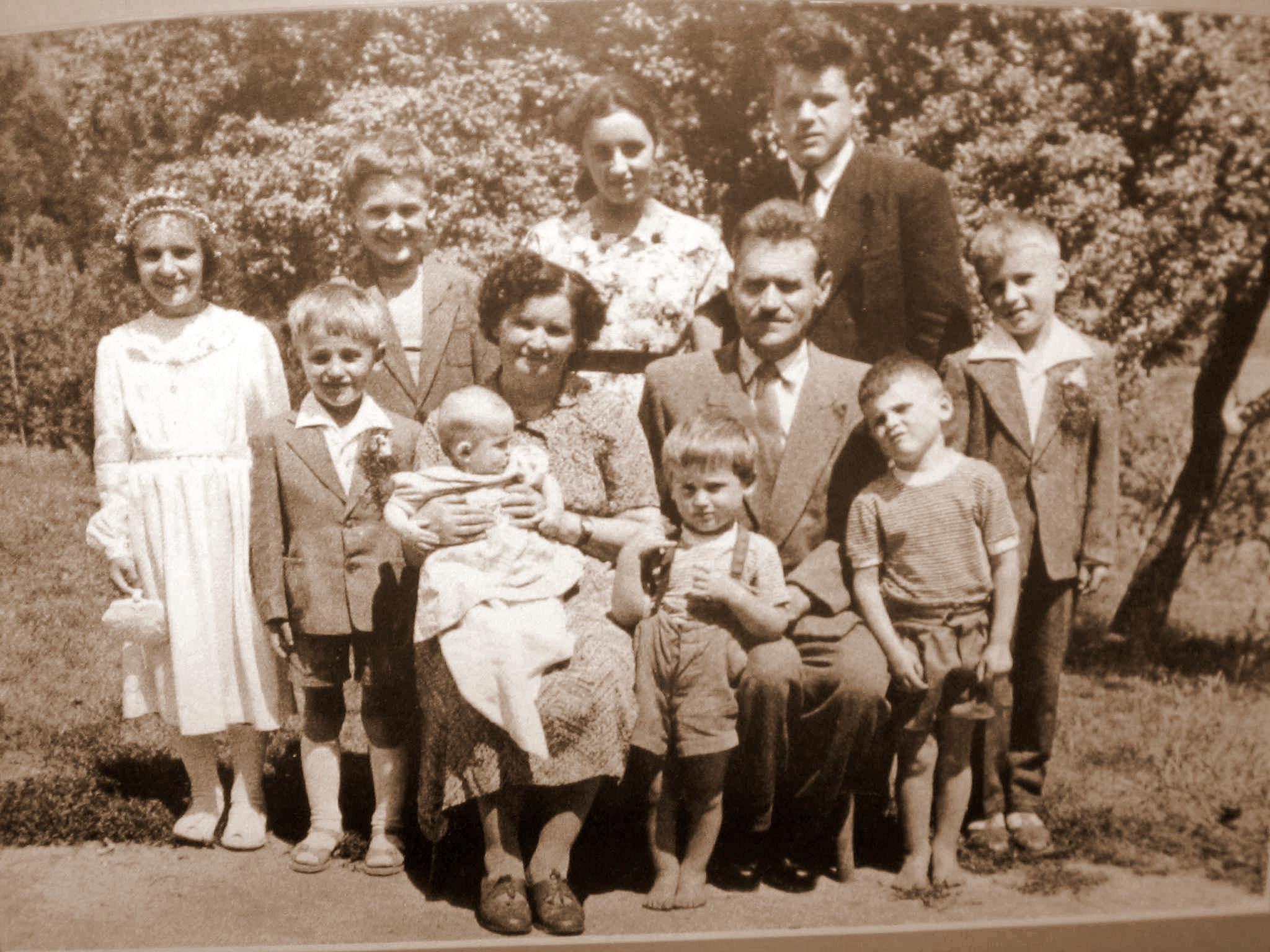
Jelen Janez szüleivel és testvéreivel 1959-ben otthon Szlovéniában

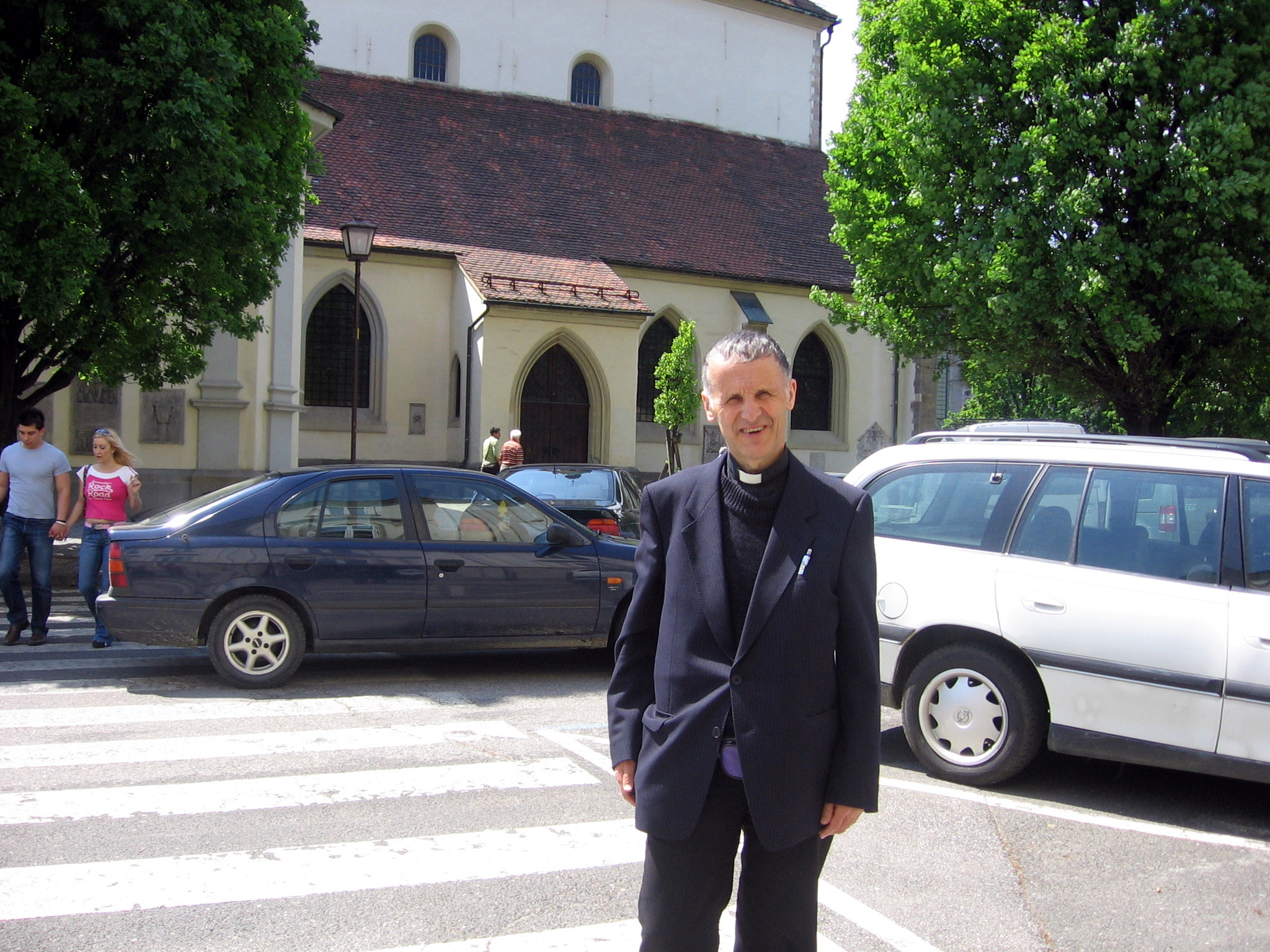
Jelen Janez Maribor-ban katedrális előtt Szlovéniában

- Nikar se ne boj (Soha ne félj – Szentbeszédek a „C” évre) (Ljubljana, 1990) COBISS.SI-ID 3486723
- Pogumno naprej (Bátran előre – Szentbeszédek a „B” évre) (Ljubljana, 1991) COBISS.SI-ID 6093831
- Jaz sem s teboj (Veled vagyok – Szentbeszédek az „A” évre) (Ljubljana, 1992) COBISS.SI-ID 3485955